# I-divisioona 2016
La I-divisioona 2016 è la 34ª edizione del campionato di football americano di secondo livello, organizzato dalla SAJL.

## Squadre partecipanti
| Club                | Città       | Stadio | Sponsor ufficiale | Risultato nella stagione 2015 |
| ------------------- | ----------- | ------ | ----------------- | ----------------------------- |
| Hämeenlinna Huskies | Hämeenlinna |        |                   |                               |
| Helsinki Wolverines | Helsinki    |        |                   |                               |
| Jyväskylä Jaguaarit | Jyväskylä   |        |                   |                               |
| Kouvola Indians     | Kouvola     |        |                   |                               |
| Kuopio Steelers     | Kuopio      |        |                   |                               |

## Stagione regolare

### Calendario

#### 1ª giornata
| Helsinki 27 maggio 2016, ore 19:00 | Helsinki Wolverines | 28 – 7 (7-0 14-7 7-0 0-0) referto | Hämeenlinna Huskies | Brahenkenttä (413 spett.)\| Arbitro: \| Makarainen \| |
| Arbitro:                           | Makarainen          |                                   |                     |                                                       |

| Kouvola 29 maggio 2016, ore 17:00 | Kouvola Indians | 20 – 49 (6-6 0-15 6-6 8-22) referto | Jyväskylä Jaguaarit | Kuusankosken urheilupuisto (134 spett.)\| Arbitro: \| J. Kalliokoski \| |
| Arbitro:                          | J. Kalliokoski  |                                     |                     |                                                                         |

#### 2ª giornata
| Helsinki 4 giugno 2016, ore 15:00 | Helsinki Wolverines | 49 – 7 (0-0 21-0 7-7 21-0) referto | Kuopio Steelers | Brahenkenttä (351 spett.)\| Arbitro: \| Makarainen \| |
| Arbitro:                          | Makarainen          |                                    |                 |                                                       |

| Kouvola 5 giugno 2016, ore 17:00 | Kouvola Indians | 0 – 48 (0-27 0-14 0-0 0-7) referto | Hämeenlinna Huskies | Kuusankosken urheilupuisto (40 spett.)\| Arbitro: \| J. Kalliokoski \| |
| Arbitro:                         | J. Kalliokoski  |                                    |                     |                                                                        |

#### 3ª giornata
| Helsinki 11 giugno 2016, ore 15:00 | Helsinki Wolverines | 72 – 8 (27-0 14-0 3-0 28-8) referto | Jyväskylä Jaguaarit | Brahenkenttä (154 spett.)\| Arbitro: \| Makarainen \| |
| Arbitro:                           | Makarainen          |                                     |                     |                                                       |

| Kuopio 12 giugno 2016, ore 16:00 | Kuopio Steelers | 7 – 28 (0-7 0-21 0-0 7-0) referto | Hämeenlinna Huskies | Väinölänniemen stadion (470 spett.)\| Arbitro: \| J. Kalliokoski \| |
| Arbitro:                         | J. Kalliokoski  |                                   |                     |                                                                     |

#### 4ª giornata
| Jyväskylä 19 giugno 2016, ore 15:57 | Jyväskylä Jaguaarit | 18 – 39 (0-7 12-7 0-19 6-6) referto | Hämeenlinna Huskies | Viitaniemen liikuntapuisto (132 spett.)\| Arbitro: \| V. Lamminsalo \| |
| Arbitro:                            | V. Lamminsalo       |                                     |                     |                                                                        |

| Kouvola 19 giugno 2016, ore 17:00 | Kouvola Indians | 0 – 71 (0-14 0-22 0-7 0-28) referto | Kuopio Steelers | Kuusankosken urheilupuisto (1 spett.)\| Arbitro: \| J. Kalliokoski \| |
| Arbitro:                          | J. Kalliokoski  |                                     |                 |                                                                       |

#### 5ª giornata
| Helsinki 3 luglio 2016, ore 15:00 | Helsinki Wolverines | 56 – 0 (28-0 7-0 7-0 14-0) referto | Kouvola Indians | Brahenkenttä (367 spett.)\| Arbitro: \| A. Tahtinen \| |
| Arbitro:                          | A. Tahtinen         |                                    |                 |                                                        |

| Kuopio 3 luglio 2016, ore 15:00 | Kuopio Steelers | 21 – 6 (0-0 7-0 7-6 7-0) referto | Jyväskylä Jaguaarit | Väinölänniemen stadion (334 spett.) |

#### 6ª giornata
| Jyväskylä 9 luglio 2016, ore 14:00 | Jyväskylä Jaguaarit | 36 – 20 (7-6 7-0 6-0 12-14) referto | Kouvola Indians | Harjun stadion (252 spett.)\| Arbitro: \| M. Immonen \| |
| Arbitro:                           | M. Immonen          |                                     |                 |                                                         |

| Hämeenlinna 9 luglio 2016, ore 16:00 | Hämeenlinna Huskies | 34 – 33 (6-13 8-0 13-0 7-20) referto | Helsinki Wolverines | Kauriala (562 spett.)\| Arbitro: \| Makarainen \| |
| Arbitro:                             | Makarainen          |                                      |                     |                                                   |

#### 7ª giornata
| Kuopio 16 luglio 2016, ore 16:00 | Kuopio Steelers | 21 – 51 (0-18 0-13 0-7 21-13) referto | Helsinki Wolverines | Väinölänniemen stadion (350 spett.) |

| Hämeenlinna 16 luglio 2016, ore 16:00 | Hämeenlinna Huskies | 74 – 14 (35-8 19-0 13-6 7-0) referto | Kouvola Indians | Kauriala (562 spett.)\| Arbitro: \| M. Enonkoski \| |
| Arbitro:                              | M. Enonkoski        |                                      |                 |                                                     |

#### 8ª giornata
| Jyväskylä 23 luglio 2016, ore 16:00 | Jyväskylä Jaguaarit | 2 – 49 (2-7 0-14 0-14 0-14) referto | Helsinki Wolverines | Viitaniemen liikuntapuisto (103 spett.)\| Arbitro: \| Makarainen \| |
| Arbitro:                            | Makarainen          |                                     |                     |                                                                     |

| Hämeenlinna 23 luglio 2016, ore 16:30 | Hämeenlinna Huskies | 27 – 21 (d.t.s.) (7-0 7-14 0-0 7-7 6-0) referto | Kuopio Steelers | Kauriala (570 spett.)\| Arbitro: \| M. Enonkoski \| |
| Arbitro:                              | M. Enonkoski        |                                                 |                 |                                                     |

#### 9ª giornata
| Kuopio 30 luglio 2016, ore 16:00 | Kuopio Steelers | 26 – 24 (7-8 0-8 7-0 12-8) referto | Kouvola Indians | Keskuskentän tekonurmi (292 spett.)\| Arbitro: \| J. Bruun \| |
| Arbitro:                         | J. Bruun        |                                    |                 |                                                               |

| Hämeenlinna 30 luglio 2016, ore 16:00 | Hämeenlinna Huskies | 33 – 6 (6-0 13-0 14-0 0-6) referto | Jyväskylä Jaguaarit | Kauriala (460 spett.)\| Arbitro: \| J. Kalliokoski \| |
| Arbitro:                              | J. Kalliokoski      |                                    |                     |                                                       |

#### 10ª giornata
| Jyväskylä 7 agosto 2016, ore 15:00 | Jyväskylä Jaguaarit | 12 – 19 (0-0 0-12 6-0 6-7) referto | Kuopio Steelers | Viitaniemen liikuntapuisto (175 spett.)\| Arbitro: \| J. Kalliokoski \| |
| Arbitro:                           | J. Kalliokoski      |                                    |                 |                                                                         |

| Kouvola 7 agosto 2016, ore 17:00 | Kouvola Indians | 46 – 55 (22-7 6-14 12-20 6-14) referto | Helsinki Wolverines | Kuusankosken urheilupuisto (178 spett.)\| Arbitro: \| M. Enonkoski \| |
| Arbitro:                         | M. Enonkoski    |                                        |                     |                                                                       |

### Classifica
La classifica della regular season è la seguente:
- PCT = percentuale di vittorie, G = partite giocate, V = partite vinte,  P = partite perse, PF = punti fatti, PS = punti subiti

| Pos. | Squadra             | PCT  | G | V | N | P | PF  | PS  |
| ---- | ------------------- | ---- | - | - | - | - | --- | --- |
| 1    | Helsinki Wolverines | .875 | 8 | 7 | 0 | 1 | 393 | 125 |
| 2    | Hämeenlinna Huskies | .875 | 8 | 7 | 0 | 1 | 290 | 127 |
| 3    | Kuopio Steelers     | .500 | 8 | 4 | 0 | 4 | 193 | 197 |
| 4    | Jyväskylä Jaguaarit | .250 | 8 | 2 | 0 | 6 | 137 | 273 |
| 5    | Kouvola Indians     | .000 | 8 | 0 | 0 | 8 | 124 | 415 |

## Playoff

### Tabellone
|  | Semifinali | Semifinali          | Semifinali |                     |    | XXXII Spagettimalja | XXXII Spagettimalja | XXXII Spagettimalja |  |
|  |            |                     |            |                     |    |                     |                     |                     |  |
|  | 1          | Helsinki Wolverines | 55         |                     |    |                     |                     |                     |  |
|  | 1          | Helsinki Wolverines | 55         |                     |    |                     |                     |                     |  |
|  | 4          | Jyväskylä Jaguaarit | 18         |                     |    |                     |                     |                     |  |
|  | 4          | Jyväskylä Jaguaarit | 18         |                     | 1  | Helsinki Wolverines | 34                  |                     |  |
|  |            |                     |            |                     | 1  | Helsinki Wolverines | 34                  |                     |  |
|  |            |                     | 2          | Hämeenlinna Huskies | 49 |                     |                     |                     |  |
|  | 3          | Kuopio Steelers     | 2          | Hämeenlinna Huskies | 49 | 12                  |                     |                     |  |
|  | 3          | Kuopio Steelers     |            |                     |    |                     |                     |                     |  |
|  | 2          | Hämeenlinna Huskies | 35         |                     |    |                     |                     |                     |  |

### Semifinali
| Hämeenlinna 13 agosto 2016, ore 16:00 | Hämeenlinna Huskies | 35 – 12 (14-0 7-0 14-6 0-6) referto | Kuopio Steelers | Kauriala (622 spett.)\| Arbitro: \| T. Jansen \| |
| Arbitro:                              | T. Jansen           |                                     |                 |                                                  |

| Helsinki 14 agosto 2016, ore 14:00 | Helsinki Wolverines | 55 – 18 (14-0 17-6 14-6 10-6) referto | Jyväskylä Jaguaarit | Brahenkenttä (163 spett.)\| Arbitro: \| V. Lamminsalo \| |
| Arbitro:                           | V. Lamminsalo       |                                       |                     |                                                          |

### XXXII Spagettimalja
| Helsinki 20 agosto 2016, ore 15:00 | Helsinki Wolverines | 34 – 49 (0-7 7-14 14-7 13-21) referto | Hämeenlinna Huskies | Brahenkenttä (619 spett.)\| Arbitro: \| T. Jansen \| |
| Arbitro:                           | T. Jansen           |                                       |                     |                                                      |

## Verdetti
- Hämeenlinna Huskies Vincitori dello Spagettimalja 2016